# Ruderenten

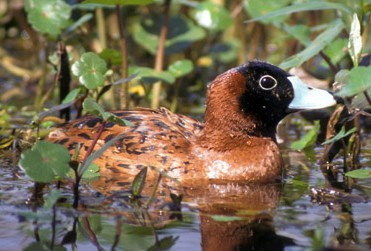
Männchen der Maskenruderente im Prachtkleid

Die Ruderenten (Oxyurinae) sind eine Unterfamilie der Entenvögel (Anatidae). Es handelt sich um spezialisierte tauchende Enten, die in vielen Merkmalen so abweichend sind, dass sie in der hier angewandten Systematik nicht mit den anderen Enten in der Unterfamilie Anatinae vereint werden.

## Merkmale
Von allen Entenvögeln sind Ruderenten am weitesten an das Wasserleben angepasst. Ihre Beine sitzen so weit hinten am Körper an, dass sie beim Gang auf dem Land viel unbeholfener als andere Enten sind. Die Füße sind außerordentlich vergrößert. Der Schwanz, der bei anderen Entenvögeln kurz und rechteckig ist, ist bei den Ruderenten lang und spitz und steht oft aufrecht. Er dient beim Tauchen als Steuerruder. Da die Schwanzfedern offenbar schnell abgenutzt werden, werden sie zweimal jährlich vollständig ersetzt. Auch durch den Schnabel unterscheiden sich Ruderenten von anderen Enten. Dieser ist an der Wurzel breit und hoch und vorn schaufelförmig nach oben gebogen, der „Nagel“ an der Schnabelspitze ist nach unten hakenförmig gekrümmt. Typisch für Ruderenten ist ein breiter, kurzer Körper. Der Hals ist kurz und vergleichsweise dick. Die Flügel sind kurz und breit.
Bei allen Arten besteht während der Brutzeit ein Geschlechtsdimorphismus, bei dem der Erpel bunter und leuchtender als das Weibchen gefärbt ist. Nach dem Ende der Brutzeit nimmt das Männchen eine unscheinbare, dem Weibchen ähnliche Färbung an. Es verbleibt einen sehr viel längeren Anteil des Jahres in diesem Schlichtkleid als andere Enten.

## Verbreitung und Lebensraum
Ruderenten sind auf allen Kontinenten außer Antarktika verbreitet. In Europa, Asien und Afrika bewohnen sie allerdings nur kleine Areale, während der Artenreichtum auf dem amerikanischen Doppelkontinent am größten ist. Sie sind in allen Klimazonen von der Arktis bis zu den Tropen zu finden. Das Habitat sind Flüsse und Seen, manchmal auch Brackwasser, aber keine Meeresküsten.

## Ernährung
In der Ernährungsweise unterscheiden sich Ruderenten kaum von den Tauchenten. Auch sie tauchen auf den Grund von Gewässern und wühlen mit dem Schnabel im Bodenschlamm nach Fressbarem. Das können pflanzliche Stoffe oder wirbellose Tiere sein. Mückenlarven machen für die meisten Arten die Hauptnahrung aus.

## Systematik
In der Systematik der Entenvögel nach Kear stehen Ruderenten außerhalb der Unterfamilie Anatinae, zu der die meisten anderen Enten gehören. Aufgrund ihrer vielen abweichenden Eigenschaften erhalten sie somit den Rang einer eigenen Unterfamilie. Die Gattungen und Arten nach Winkler sind:
- Gattung Biziura
  - Lappenente (Biziura lobata)
- Gattung Heteronetta
  - Kuckucksente, Heteronetta atricapilla
- Gattung Nomonyx
  - Maskenruderente, Nomonyx dominicus (manchmal zu Oxyura gerechnet)
- Gattung Oxyura
  - Schwarzkopf-Ruderente, Oxyura jamaicensis
  - Bindenruderente, Oxyura vittata
  - Schwarzkinn-Ruderente, Oxyura australis
  - Afrikaruderente, Oxuyra maccoa
  - Weißkopf-Ruderente, Oxyura leucocephala
  - Andenruderente, Oxyura ferruginea

Eine weitere, heute ausgestorbene Art wurde 2005 beschrieben: Oxyura vantetsi, die auf Neuseeland beheimatet war.
Die Kuckucksente ist eine im Verhalten sehr abweichende Art, da sie ihre Eier in die Nester anderer Vögel legt. Die anderen Ruderenten sind eng miteinander verwandt, und die Maskenruderente ist die Schwesterart der Gattung Oxyura.

## Belege